# 阿达多
阿达多是索马里中部的加勒古杜德州的一个城镇，也是阿达多区的中心。阿达多的大部分居民属于Habar Gidir部族中的rer xaji Saleeban次部族。在2004年，它成为希曼和赫布地方当局的首府。